# Rezső Kókai
Rezső Kókai, AFI [reĵO kOkai], segons l'ordre usual en hongarès Kókai Rezső (Budapest, 15 de gener de 1906 – Budapest, 6 de març de 1962) fou un compositor i musicòleg hongarès.

## Biografia
Kókai va estudiar composició amb János Koessler i piano amb Emánuel Hegyi a l'Acadèmia de Música Ferenc Liszt. El 1933 es va doctorar en musicologia a la Universitat de Friburg, on va escriure la tesi Franz Liszt in seinen frühen Klavierwerken (Franz Liszt a les seves primeres obres de piano). Entre 1926 i 1934 va ser professor de piano al Conservatori Nacional, i des de 1929 va ensenyar composició, estètica, història de la música i pedagogia a l'Acadèmia de Música Ferenc Liszt. Kókai fou director de música de la Ràdio Hongaresa del 1945 al 1948.
Kókai va rebre el Premi Ferenc Erkel (Erkel Ferenc-díj) tres vegades en reconeixement de la seva obra (1952, 1955, 1956).
Rezső Kókai va compondre en diverses formes incloent-hi obres escèniques, composicions orquestrals, un concert per a violí, música de cambra, obres per a piano, així com partitures de cinema i ràdio. Les seves partitures són publicades principalment per Editio Musica Budapest i Zeneműkiadó Vállalat.

## Composicions seleccionades
- István király (oratori, 1942)
- Sonata per a 2 pianos (1949)
- Hegedűverseny (1952)
- Concerto all'Ungherese (1957)
- Magyar táncok (1960)
- Suite Verbunkos (1950)

## Llibres seleccionats
- Rudolf Kókai: Franz Liszt in seinen frühen Klavierwerken; Wagner, Leipzig, 1933
- A rendszeres zeneesztétika alapelvei, 1. Gyakorlati zeneesztétika; Magyar Királyi Zeneművészeti Segítő Egyesület, Bp., 1938
- István király. Színpadi oratórium. Szövegkönyv a zene ismertetésével; szöveg vitnyédi Németh István; Attila Ny., Bp., 1942
- Századunk zenéje; Zeneműkiadó, Bp., 1961
- Rudolf Kókai: Franz Liszt in seinen frühen Klavierwerken; Akadémiai–Bärenreiter, Bp.–Kassel, 1969 (Musicologia Hungarica)

## Alumnes distingits
- József Gát
- Miklós Grabócz
- László Hara
- István Kertész
- Júlia Majláth
- Zdenkó Tamássy
- Béla Vavrinecz
- Kornél Zempléni